# Чудотворни мач
Чудотворни мач је југословенски фантастично-авантуристички филм из 1950. године. Режирао га је Војислав Нановић, а сценарио су писали Југослав Ђорђевић и Војислав Нановић на основу народних приповедака Златна јабука и девет пауница и Баш-Челик. Чудотворни мач је један од ретких српских и југословенских филмова из жанра фантастике, а који је временом стекао култни статус. 
Уврштен је међу Сто српских играних филмова (1911−1999) проглашених за културно добро од великог значаја, од стране Југословенске кинотеке.

## Радња
Радња се одвија током Средњег века. Дечак Небојша и његов деда Иван лове негде по шуми прекривеној снегом. Небојша се изгуби са псом те наилази до напуштеног замка унутар кога зачује тајновит глас који допире из бурета. Глас га моли да му неко да воде, па га Небојша послуша. Након тога, буре се распадне а из њега побегне заточени Баш-Челик, који дечака протерује из куле. Пуно година касније, Небојша је одрастао у младића те је запросио своју дугогодишњу љубав, Виду. Током њиховог венчања, љубоморни Грицко је наишао на Баш-Челика и његову војску, те их усмерио према свадби. Баш-Челик обавештава људе да су сада његови робови те узме Виду за себе, а демонстрира да га се обичним мачем не може убити.
Небојша заврши у тамници у кули зликовца, но тамо наиђе на старца који му исприча да се Баш-Челик може једино убити чудотворним мачем те му даје упутства како да га набави. Небојша подсећа Баш-Челика да га је годинама раније ослободио, па овај пушта младића из тамнице. Док Вида одужује брак са Баш-Челиком, Небојша након дугог пута стигне до пећине вештице, где прихвата задатак чувања њене кобиле. Кобила се претвори у рибу и сакрије у језеру, међутим Небојша успева да је нађе јер му је један шаран, коме је раније спасао живот, рекао где се сакрила. Вештица му потом да коња по жељи те му исприча да се чудотворни мач налази у далеком царству. Једном тамо, открива се да је пре годину дана преминуо цар, те да царица сада одржава надметање за новог, а свако је у могућности да се опроба. Одговоривши на питање да су истина, љубав и слобода најбитнији на свету, Небојша се квалификује и побеђује у такмичењу у стреличарству, те осваја чудотворни мач и напушта царство. Враћа се у свој родни крај, сакупи довољно људи и нападне кулу у којој убија Баш-Челика и ослобађа Виду.

## Улоге
| Глумац                  | Улога      |
| ----------------------- | ---------- |
| Раде Марковић           | Небојша    |
| Вера Илић-Ђукић         | Вида       |
| Миливоје Живановић      | Баш-Челик  |
| Марко Маринковић        | Деда Иван  |
| Михајло Бата Паскаљевић | Грицко     |
| Милан Ајваз             | Видин отац |
| Љубиша Јовановић        | Ковач      |
| Мирослав Беловић        |            |
| Јован Николић           |            |
| Даница Обренић          |            |
| Персида Орлић           |            |
| Љубиша Павловић         | Црни витез |
| Иван Предић             |            |
| Нађа Регин              |            |
| Александар Стојковић    |            |
| Млађа Веселиновић       |            |
| Павле Вугринац          |            |
| Павле Вуисић            | Витез      |
| Вилма Жедрински         | Царица     |
| Стево Жигон             |            |
| Зора Златковић          | Баба       |

Комплетна филмска екипа  ▼
| Редитељ                   | Војислав Нановић        |                                               |
| Сценариста                | Југослав Ђорђевић       |                                               |
| Сценариста                | Војислав Нановић        |                                               |
| Композитор                | Крешимир Барановић      |                                               |
| Директор фотографије      | Ненад Јовичић           |                                               |
| Директор фотографије      | Миленко Стојановић      |                                               |
| Монтажер                  | Миланка Нановић         |                                               |
| Монтажер                  | Милада Рајшић — Леви    |                                               |
| Сценограф                 | Младен Јосић            |                                               |
| Сценограф                 | Василије Резников       |                                               |
| Уметнички директор        | Миладин Аранђеловић     |                                               |
| Костимограф               | Невенка Георгијевић     |                                               |
| Одсек за шминку           | Савета Ковач            | шминкерка (као Ержебет Вишњеи)                |
| Одсек за шминку           | Ото Вустрак             | шминкер                                       |
| Менаџер продукције        | Душан Петровић          | директор филма                                |
| Менаџер продукције        | Драгослав Радоичић Бели | вођа снимања                                  |
| Менаџер продукције        | Миленко Станковић       | помоћник директора филма                      |
| Помоћник режије           | Жарко Павловић          | помоћник редитеља                             |
| Помоћник режије           | Србољуб Станковић       | помоћник редитеља                             |
| Уметнички одсек           | Свето Костадинов        | сценски реквизитер (као Светислав Костадинов) |
| Одсек за звук             | Воја Првуловић          | асистент тонског сниматеља                    |
| Одсек за звук             | Драган Стојановић       | асистент тонског сниматеља                    |
| Одсек за звук             | Радмило Вуловић         | тон мајстор (као Раша Вуловић)                |
| Специјални ефекти         | Зоран Ђорђевић          | пиротехничар                                  |
| Одсек за камеру и расвету | Бранко Ердељи           | пратилац камере                               |
| Одсек за камеру и расвету | Здравко Игњатовић       | пратилац камере                               |
| Одсек за камеру и расвету | Душан Недељковић        | пратилац камере                               |
| Одсек за камеру и расвету | Стеван Петровић         | вођа расвете                                  |
| Одсек за костим           | Невенка Георгијевић     | главни костимограф                            |
| Одсек за костим           | Славко Јамбрезић        | костимер                                      |
| Одсек за костим           | Катица Јаноушек         | гардеробер                                    |
| Одсек за костим           | Борка Субарановић       | гардеробер                                    |
| Одсек за костим           | Миланка Султановић      | гардеробер                                    |
| Музички одсек             | Крешимир Барановић      | диригент                                      |
| Остала екипа              | Љубица Јовановић        | секретар режије                               |
| Остала екипа              | Херман Ланд             | титлови: УСА                                  |
| Остала екипа              | Димитрyе Парлић         | кореограф (као Димитрије Парлић)              |
| Остала екипа              | Станислав Винавер       | писац дијалога                                |

## Културно добро
Југословенска кинотека је, у складу са својим овлашћењима на основу Закона о културним добрима, 28. децембра 2016. године прогласила сто српских играних филмова (1911−1999) за културно добро од великог значаја. На тој листи се налази и филм Чудотворни мач.